# Thom Hoffman

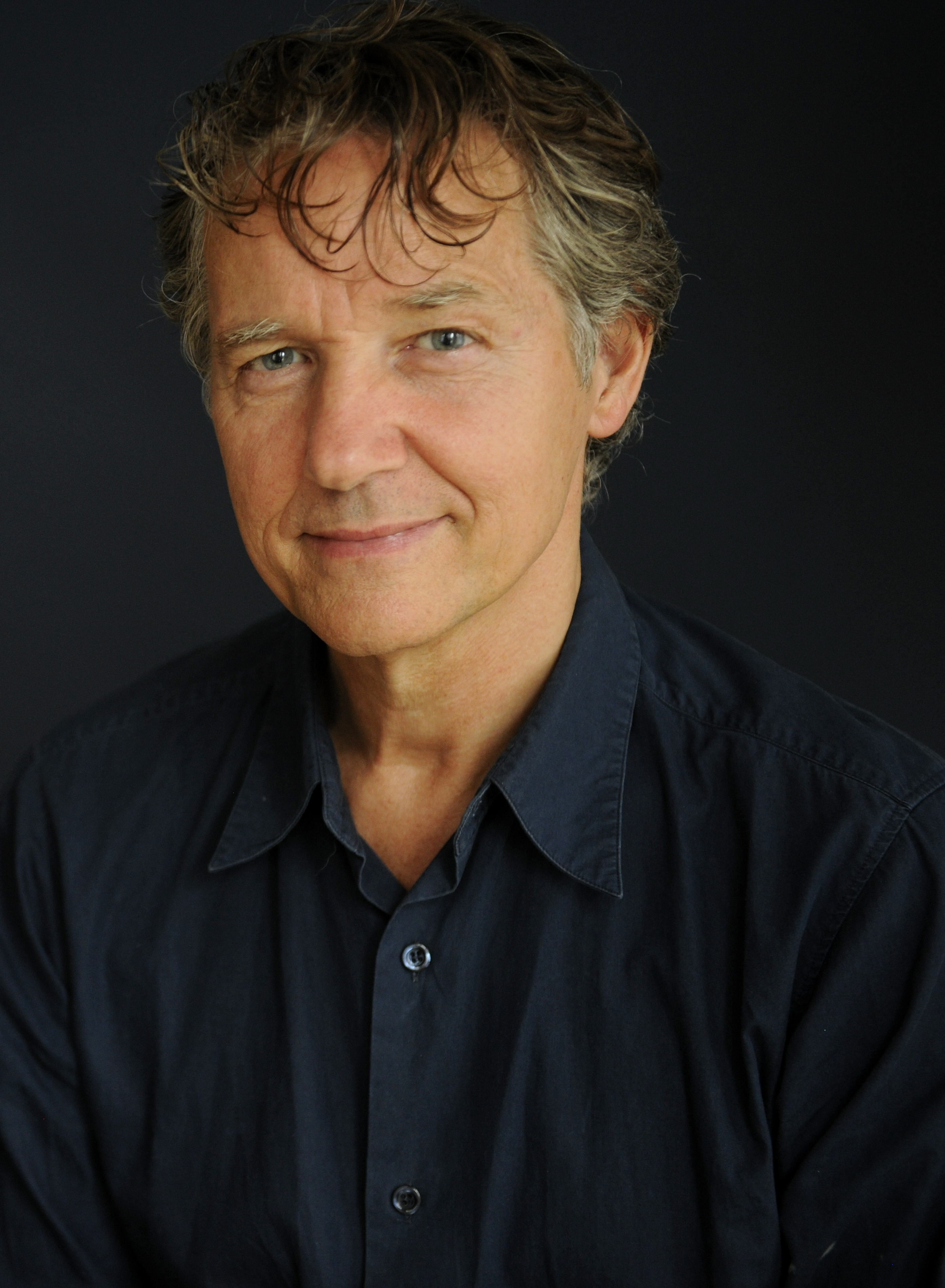
Thom Hoffman, 2019

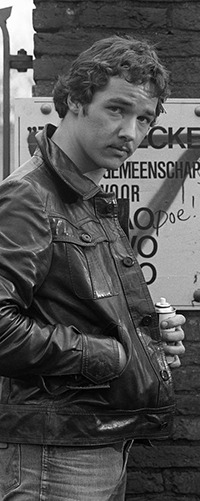
Thom Hoffman (1980)

Thomas Antonius Cornelis Ancion (* 3. März 1957 in Wassenaar, Niederlande) ist ein niederländischer Schauspieler und Fotograf.

## Leben
Thomas Antonius Cornelis Ancion ist der Sohn des Feldhockeyspielers Jules Ancion. Während seiner Schulzeit lernte er den späteren Autorenfilmer Theo van Gogh kennen. Mit ihm schrieb er an dem Drehbuch von dessen späterem erstem Langspielfilm Luger. Nachdem Ancion bereits in einigen niederländischen Fernsehserien zu sehen war, debütierte er 1982 im Alter von 25 Jahren, ohne Schauspielausbildung und unter dem bereits zuvor verwendeten Künstlernamen Thom Hoffman in der titelgebenden Hauptrolle des Chris Luger in van Goghs Luger auf der Leinwand.
In dem 1999 veröffentlichten und von Aryan Kaganof inszenierten Liebesthriller Shabondama Elegy spielte Hoffman eine der Hauptrollen, wobei er tatsächlichen, also nicht gespielten, Sex mit der japanischen Schauspielerin Mai Hoshino vor der Kamera hatte.
Hoffman wurde ursprünglich für die Rolle des Hauptantagonisten Dominic Greene in James Bond 007: Ein Quantum Trost besetzt. Als er aber am Set die Rolle falsch interpretierte, wurde er durch den französischen Schauspieler Mathieu Amalric ersetzt.
2016 wurde er zum Ritter des Ordens vom Niederländischen Löwen ernannt.

## Fotografie
Seit 1991 widmet er sich auch der Kunstform der Fotografie. Seine erste Fotoserie schoss er für die Nieuwe Revu über die Bollywood-Filmstudios. Außerdem fotografierte er eine Reihe von Schriftstellern für das NRC Handelsblad. Für das Reichsmuseum für Völkerkunde in Leiden erstellt er jedes Jahr einen Reisebericht. Für War Child fotografierte er Kriegskinder im ehemaligen Jugoslawien und in Nepal. Bei seiner Arbeit verwendet er eine Rolleiflex-Ausrüstung.
Im Jahr 2020 ist er Jurymitglied bei der Auswahl für das Projekt „World War II in 100 Photos“. Dieses Projekt ist eine bundesweite Suche nach Fotos, die den Zweiten Weltkrieg visualisieren.

## Privatleben
Hoffman ist seit dem 30. Mai 2005 mit der niederländischen Schauspielerin Giam Kwee verheiratet. Beide lernten sich während des gemeinsamen Drehs der Kriminal-Fernsehserie Russen kennen, in der Hoffman von 2000 bis 2004 in 38 Folgen an der Seite von Hans Dagelet die Figur des Ermittlers Paul de Vos übernahm, während Kwee seine Kollegin Liu Cha spielte. Das Paar hat einen Sohn.

## Filmografie (Auswahl)
- 1982: Luger
- 1983: Der vierte Mann (De vierde man)
- 1985: Pervola – Spuren im Schnee (Pervola, sporen in de sneeuw)
- 1986: 45. Breitengrad (45º parallelo)
- 1986: Wie im Rausch (Als in een roes...)
- 1989: Der Preis der Freiheit (Force majeure)
- 1992: Orlando
- 1995: Wolffs Revier (Fernsehserie, eine Folge)
- 1996: Tod im kalten Morgenlicht (The Cold Light of Day)
- 1996: Wasted! (Naar de Klote!)
- 1997: Die Bibel – Salomon (Solomon)
- 1999: Molokai: The Story of Father Damien
- 1999: Shabondama Elegy
- 1999: Unter den Palmen
- 2000–2004: Russen (Fernsehserie, 38 Folgen)
- 2001: Soul Assassin – Spur in den Tod (Soul Assassin)
- 2006: Black Book (Zwartboek)
- 2006: Practical Pistol Shooting, Fernsehfilm
- 2007–2010: De Co-assistent, (Fernsehserie)
- 2009 Carmen van het Noorden
- 2010: De Eetclub
- 2010: Gebt mir meine Kinder zurück! (Kom niet aan mijn kinderen)
- 2010: Sintel, (Kurzfilm)
- 2011: Shock Head Soul
- 2012: De Overloper, Fernsehfilm aus zwei Folgen der Krimi-Serie Flikken Maastricht
- 2012: Beatrix, Oranje onder vuur, Fernsehserie
- 2012–2017: Dokter Tinus, Fernsehserie
- 2012: Sinterklaasjournaal, Kindersendereihe, 3 Folgen
- 2013: Freddy, leven in de brouwerij, Fernsehserie
- 2013: Choral des Todes (La Marque des Anges – miserere)
- 2017: Agent 327: Operation Barbershop, dreiminütiger Animationsfilm, niederländische Stimme
- 2019: Eden (Fernsehserie)
- 2020: Emperor, Spielfilm USA
- 2020: Ainbo: Spirit of the Amazon (AINBO: Hüterin des Amazonas), Animationsfilm, niederländische Stimme
- 2020: Klem, Krimiserie, 3. Staffel
- 2021: Detective Van der Valk, Fernsehserie, Staffel 2, Ep. 2
- 2022: Zwanger & Co, Spielfilm